# Antonio Astete Abril
Antonio Astete Abril fue un político peruano. 
Fue elegido senador por el departamento del Cusco con 6497 votos en las Elecciones de 1956 en los que salió elegido por segunda vez Manuel Prado Ugarteche.